# Abraham Teller

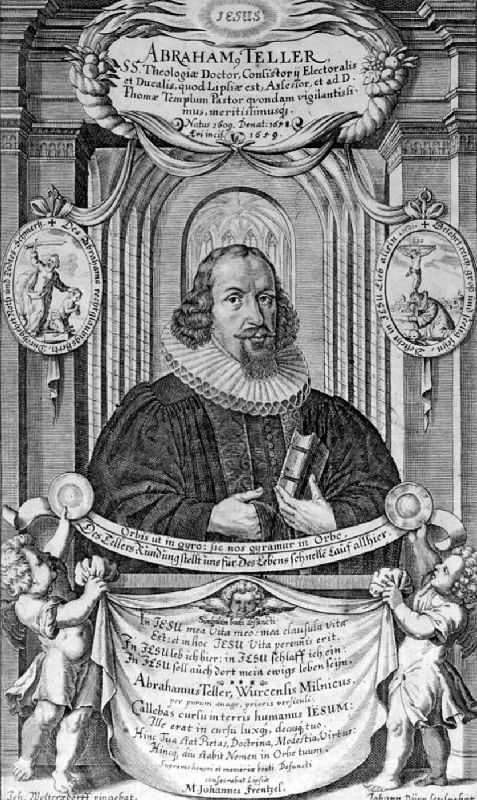
Abraham Teller

Abraham Teller (* 17. Januar 1609 in Wurzen; † 5. November 1658 in Leipzig) war ein deutscher evangelisch-lutherischer Theologe, Pfarrer, Kirchenliederdichter und Rektor der Thomasschule zu Leipzig.

## Leben
Teller wurde 1609 in Wurzen als Sohn des Bürgers und Biereinkäufers Romanus Teller und dessen Frau Maria, Tochter des Fleischhauers Abraham Brotkorb, geboren. Seit dem 12. Oktober 1622 besuchte er die Fürsten- und Landesschule Pforta, die zu jener Zeit unter der Leitung von Justinus Bertuch stand. Am 12. Juli 1628 begann er ein Studium der Theologie an der Universität Leipzig, wobei er besonders von Andreas Kunad gefördert wurde. Finanziell genötigt, betätigte er sich dann einige Zeit als Hauslehrer, trieb aber nebenbei seine Studien voran. 1629 wurde er Baccalaureus, 1631 Magister der Philosophie und hielt anschließend Privatvorlesungen zu orientalischen Sprachen an der Leipziger Universität.
1633 wechselte er an die Universität Wittenberg, wo Martin Trost, Paul Röber, Wilhelm Leyser I. und Johann Hülsemann seine Lehrer waren. Da er das Wittenberger Klima nicht vertrug, kehrte er nach Leipzig zurück. Dort wurde er am 9. September 1634 Baccalaureus der Theologie. Nach der schweren Belagerung der Stadt wurde er im Jahr 1637 zum Rektor der Thomasschule in Leipzig gewählt, wurde am 14. September 1637 Diakon an der Leipziger Thomaskirche, stieg 1643 zum mittleren Diakon und 1645 zum Archidiakon an der Nikolaikirche auf. Nachdem er sich auch am 6. November 1645 das Lizentiat der Theologie in Leipzig erworben hatte, kehrte er 1657 als Pastor an die Thomaskirche zurück, wurde 1658 Assessor am Leipziger Konsistorium und promovierte am 8. Juli 1658 zum Dr. theol.

## Familie
Seit dem 7. August 1637 war er mit Dorothea (* 29. Februar 1612 Leipzig; † 25. April 1681 ebenda), der Tochter des Leipziger Kaufmanns Caspar Bierling, verheiratet. Aus der Ehe stammen zwei Söhne und acht Töchter. Davon starben ein Sohn und fünf Töchter in jungen Jahren. Von den Kindern sind bekannt:
- Abraham Teller († jung)
- Regina Elisabeth Teller († jung)
- Johanna Magdalena Teller († 27. Februar 1649 in Leipzig)
- Magaretha Sabina Teller († jung)
- Johanna Elisabeth Teller († 19. Februar 1652 in Leipzig)
- Catharina Maria Teller († jung)
- Dorothea Maria Teller (* 24. September 1642 in Leipzig; † 28. Juli 1664 in Leipzig)
- Anna Rosina Teller (* 9. Mai 1648 in Leipzig; † 24. Juli 1664 ebenda)
- Ursula Catharina Teller (* 26. Juli 1639 in Leipzig; † 19. April 1658 ebenda) verh. 12. Mai 1656 in Leipzig mit dem Kaufmann in Augsburg Christoph Platz (* 6. September 1609 in Augsburg; † 7. November 1661 in Leipzig)
- Romanus Teller (* 22. März 1641 in Leipzig; † 2. November 1691 in Kitzscher), Jurist und Beisitzer am Schöppenstuhl zu Leipzig verh. 31. August 1669 in Wegefahrt bei Freiberg mit Christina Barbara Berlich (* 8. August 1650 in Dresden; † 20. März 1674, begr. 25. März 1674 in Leipzig), die Tochter des kaiserlichen Hofpfalzgrafen und kurf. sächs. Hof- und Justitzrat Burkard Berlich auf Wegefahrt und der Barbara Hilliger

Zum Tod der beiden Töchter Johanna Magdalena und Johanna Elisabeth Teller führte der Komponist Johann Rosenmüller den fünfstimmigen Choralsatz „Welt ade, ich bin dein müde“ auf. Diesen Chorsatz übernahm Johann Sebastian Bach 1726 in seine Kantate BWV 27.